# Hayang
Hayang est une petite ville (eup) de Corée du Sud de près de 27 000 habitants (2015) située au sud-est de la péninsule coréenne, dans la province du Gyeongsang du Nord. Elle est une subdivision administrative de la cité de Gyeongsan dans la province du Gyeongsang du Nord.

## Divisions administratives
Hayang est divisée en 16 villages (ri).
|                | Hangul | Hanja  |
| -------------- | ------ | ------ |
| Geumnak-ri     | 금락리 | 琴樂里 |
| Dori-ri        | 도리리 | 島里里 |
| Seosa-ri       | 서사리 | 西沙里 |
| Yangji-ri      | 양지리 | 陽地里 |
| Sagi-ri        | 사기리 | 沙器里 |
| Daegok-ri      | 대곡리 | 大谷里 |
| Hansa-ri       | 한사리 | 翰斯里 |
| Daehak-ri      | 대학리 | 大鶴里 |
| Gyo-ri         | 교리   | 校里   |
| Buho-ri        | 부호리 | 釜湖里 |
| Eunho-ri       | 은호리 | 隱湖里 |
| Namha-ri       | 남하리 | 南河里 |
| Cheongcheon-ri | 청천리 | 淸泉里 |
| Hwansang-ri    | 환상리 | 環上里 |
| Daejo-ri       | 대조리 | 大鳥里 |
| Dongseo-ri     | 동서리 | 東西里 |